# 太田茂兵衛
太田 茂兵衛（おおた もへい、1872年〈明治5年〉7月 - 没年不明）は、日本の商人（柳屋、砂糖石油綿糸商、保険代理業）、実業家。太田商店代表。津商業会議所議員。津紡績、東海鉱泉、太田商店各取締役。族籍は三重県平民。

## 人物
三重県平民・太田茂右衛門の長男。1883年、家督を相続した。名望家であり諸会社の重役をつとめた。住所は三重県津市分部町。

## 家族・親族
太田家
- 父・茂右衛門（三重平民）[3]
- 母・よね（1853年 - ?、三重、上野英三郎の叔母）[3]
- 妹・すず（1874年 - ?、東京、高橋卯之吉の妻）[4]
- 妻・きし（1874年 - ?、三重、岡喜左衛門の長女）[3]
- 長男・茂雄（1891年 - ?、太田商店代表社員、砂糖麦粉綿糸石油商） - 住所は津市分部町[5]。
  - 同妻・幾（1896年 - ?、三重、河村清兵衛の長女）[3][5]
- 孫[3]

親戚
- 上野英三郎（農学博士、東京帝国大学教授） - 忠犬ハチ公の飼い主として知られる。
- 河村清兵衛（醤油醸造業）
- 新田長次郎（新田帯革製造所代表）